# Cayo Salustio Crispo Pasieno
 Cayo o Gayo Salustio Crispo Pasieno  (m. 47) fue un político romano que desempeñó el consulado en el año 27, bajo el gobierno del emperador Tiberio, y en 44, bajo el gobierno del emperador Claudio. Perteneció por nacimiento a la gens Pasiena, por adopción a la Salustia y emparentó por matrimonio con la dinastía Julio-Claudia.

## Familia
Era hijo natural de Lucio Pasieno Rufo, un consular de época augústea, y nieto del célebre orador Pasieno. Fue adoptado por Cayo Salustio Crispo —a su vez hijo adoptivo del historiador Salustio—, caballero romano que se contaba entre los amigos de Augusto. En tiempos de Tiberio casó con Domicia, hija de Antonia la Mayor, a la que representó en un juicio en el que también estuvo implicado su cuñado Cneo Domicio Enobarbo. Tras divorciarse hacia el año 40 de Domicia, se casó en 41 con Agripina la Menor, sobrina del emperador Claudio, que a su vez había enviudado de Domicio Enobarbo. Ann Ellis Hanson y Ronald Syme por separado propusieron que Salustia Calvina, esposa de Publio Ostorio Escápula, pudo ser su hermana adoptiva.

## Cargos públicos
Obtuvo la cuestura como quaestor Caesaris del emperador Tiberio en 18 y el consulado sufecto en 27. Más tarde, vinieron el proconsulado de Asia en 42 —cuando fue honrado en una inscripción por los habitantes de Éfeso— y un segundo consulado en 44 esta vez como ordinario. Una inscripción de Dougga menciona a un Pasieno Rufo, tribuno militar de la Legio XII Fulminata, que quizá sirvió bajo Coso Cornelio Léntulo Getúlico en 6. Syme propuso que podría tratarse de este personaje; Ursula Vogel-Weidemann y Eva Tobalina, dado el largo intervalo con la siguiente magistratura conocida, se inclinaron por un posible hermano mayor muerto de forma prematura.

## Semblanza
Pasieno fue un destacado orador y una de las personas más cultas de su época. Del historiador Salustio heredó el nombre, la riqueza y los contactos. La caída en desgracia de Léntulo Getúlico en el año 39 le apartó de la política, pero consiguió recuperar el favor imperial de Claudio. Tácito recuerda una de sus célebres frases: «nunca fue mejor el esclavo ni peor el señor» en relación con Calígula y Tiberio. Para Séneca era el hombre más sutil que había conocido. Tras su repentina muerte en el año 47 —se rumoreó que Agripina lo había envenenado—, se le concedió un funeral público y Claudio ordenó erigirle una estatua en la basílica Julia. Su tumba estaba en la vía Apia y sus riquezas fueron heredadas por su hijastro Nerón.